# Caja nido

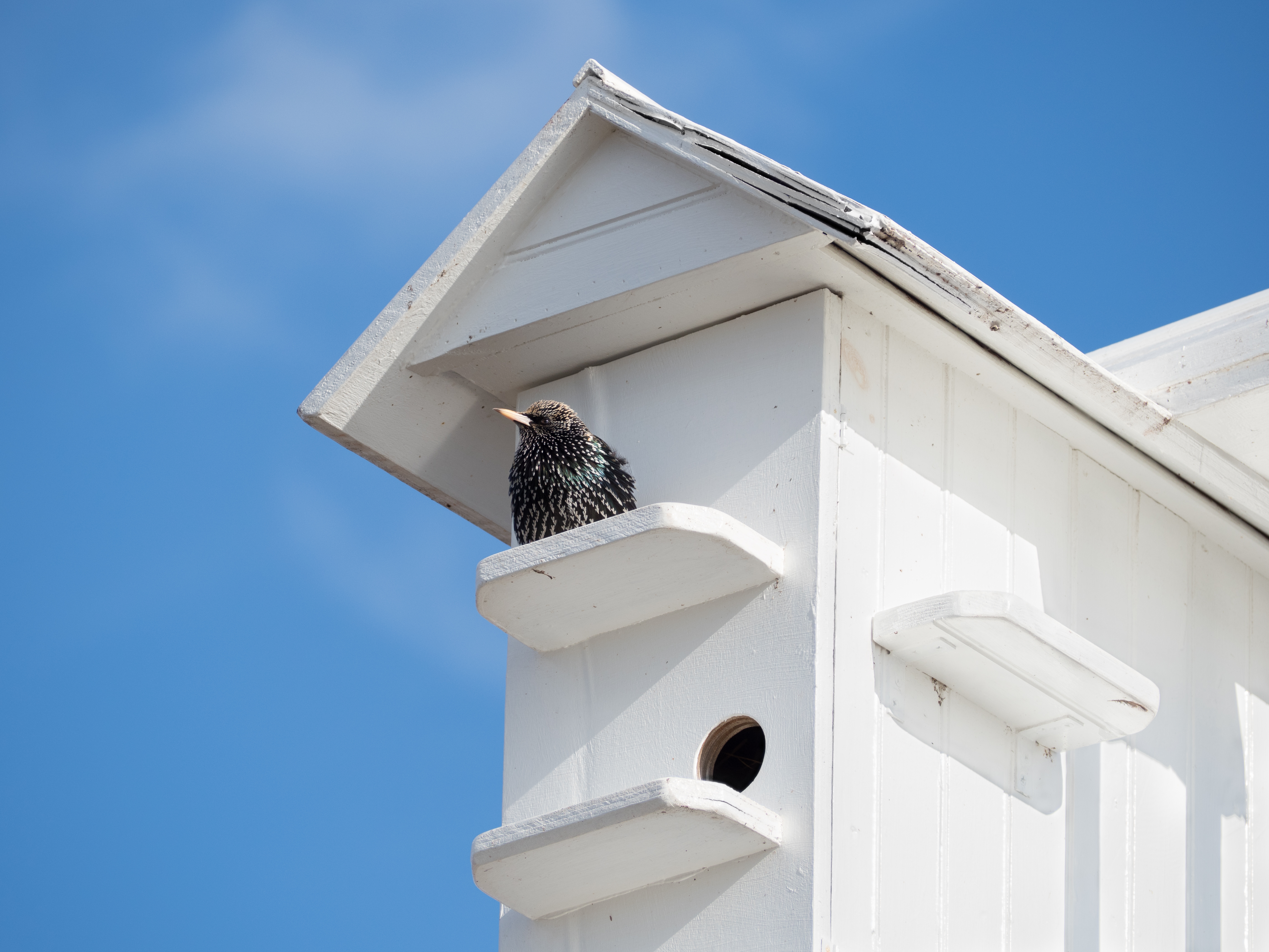
Casa para pájaros blanca de varios niveles.

Una caja nido o una casa de pájaros es una cavidad artificial hecha para que las aves o los murciélagos aniden en su interior. Hay muchas aves que anidan en los huecos y grietas de los árboles viejos, pero debido a la tala y los cultivos de árboles para obtener madera o papel, no hay muchos árboles con la edad y el grosor suficientes para albergar las cavidades que se formarían en estado natural, donde pudieran anidar las aves forestales. Para facilitar que estas especies encuentren un lugar adecuado, se construyen estas oquedades artificiales, y así se puede conseguir una avifauna similar a la de los bosques primarios en los bosques secundarios.
El tamaño del agujero sirve para evitar la selección por tamaños de las especies. Si el agujero es más grande es fácil que otros pájaros mayores echen a las especies más pequeñas.
Un agujero ajustado también dificulta el ataque de depredadores. Además el agujero no está al ras de la pared o del árbol, lo que impide que una serpiente acceda al agujero ya que se tendría que separar mucho de la superficie vertical y no podría agarrarse.
También existen nidos para murciélagos. Estos también anidan en grietas de árboles además de en cuevas. 
La forma es diferente. Son abiertos por abajo y no tienen agujero. Las aves no pueden anidar ahí. Estos se suelen colocar más en paredes que en árboles.
Estos nidos no solo son útiles para proteger la naturaleza, también pueden ser útiles para el control biológico si atraen especies insectívoras. Sobre todo porque los polluelos tienen un crecimiento muy rápido y son muy voraces.

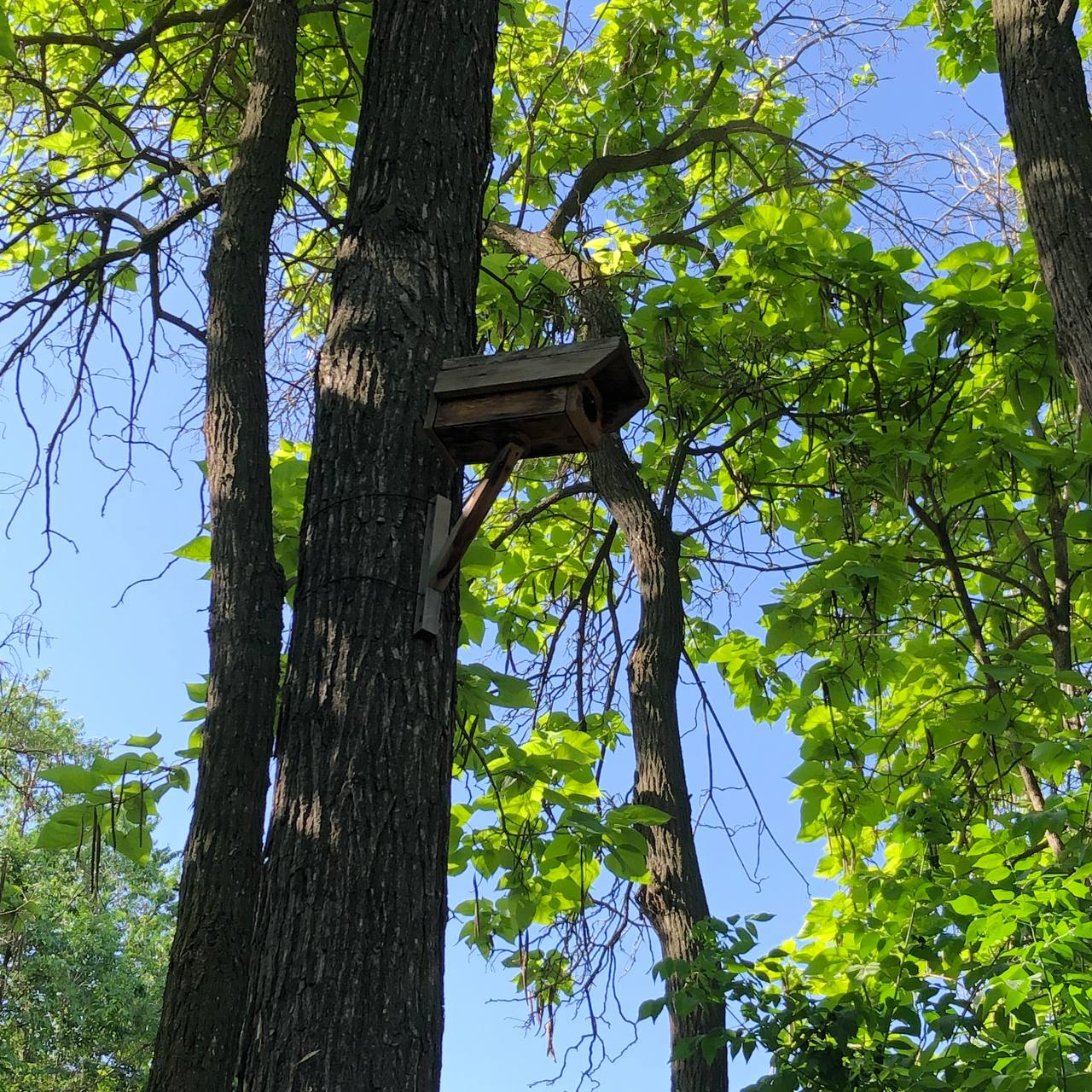
Caja nido